# 안양시의 행정 구역
안양시의 행정 구역은 2구 31동 574통 3,226반으로 구성되어 있다. 안양시의 면적은 58.48km2이며, 이 중 녹지지역이 64.79%에 해당하는 37.89km2이며, 개발제한구역은 51.3%이다. 인구는 2020년 2월 29일을 기준으로 221,764세대 563,066명이며, 인구 밀도는 9,667명/km2이다.

## 행정 구역

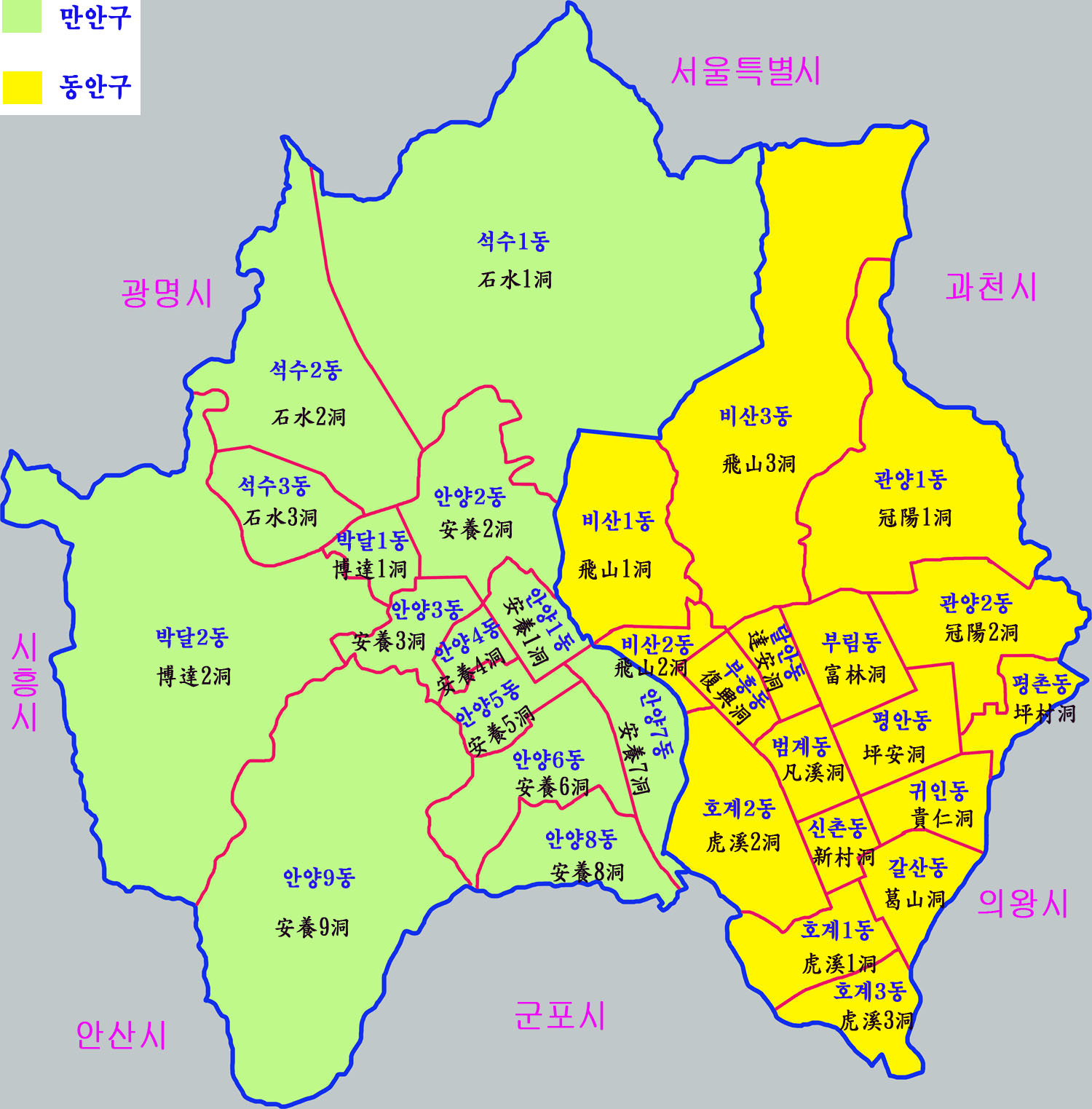
안양시의 행정 구역

| 구     | 행정동   | 한자     | 세대    | 인구    | 면적  |
| ------ | -------- | -------- | ------- | ------- | ----- |
| 만안구 | 안양1동  | 安養1洞  | 5,352   | 18,826  | 0.68  |
| 만안구 | 안양2동  | 安養2洞  | 9,906   | 24,293  | 2.85  |
| 만안구 | 안양3동  | 安養3洞  | 7,326   | 18,768  | 1.02  |
| 만안구 | 안양4동  | 安養4洞  | 3,604   | 7,165   | 0.31  |
| 만안구 | 안양5동  | 安養5洞  | 6,213   | 14,793  | 0.51  |
| 만안구 | 안양6동  | 安養6洞  | 9,061   | 20,665  | 1.47  |
| 만안구 | 안양7동  | 安養7洞  | 5,835   | 11,941  | 1.04  |
| 만안구 | 안양8동  | 安養8洞  | 5,279   | 12,626  | 1.09  |
| 만안구 | 안양9동  | 安養9洞  | 7,055   | 19,108  | 6.42  |
| 만안구 | 석수1동  | 石水1洞  | 7,527   | 20,810  | 9.21  |
| 만안구 | 석수2동  | 石水2洞  | 12,692  | 34,890  | 3.43  |
| 만안구 | 충훈동   | 忠勳洞   | 5,521   | 16,168  | 0.70  |
| 만안구 | 박달동   | 博達洞   | 7,036   | 18,510  | 0.93  |
| 만안구 | 호현동   | 虎峴洞   | 8,104   | 22,341  | 6.89  |
| 만안구 | 구합계   | 萬安區   | 100,511 | 242,107 | 36.53 |
| 동안구 | 비산1동  | 飛山1洞  | 7,516   | 27,462  | 1.82  |
| 동안구 | 비산2동  | 飛山2洞  | 3,791   | 14,749  | 0.46  |
| 동안구 | 비산3동  | 飛山3洞  | 9,406   | 26,457  | 5.56  |
| 동안구 | 부흥동   | 復興洞   | 6,488   | 19,636  | 0.50  |
| 동안구 | 달안동   | 達安洞   | 5,487   | 13,066  | 0.44  |
| 동안구 | 관양동   | 冠陽洞   | 15,278  | 30,238  | 3.19  |
| 동안구 | 인덕원동 | 仁德院洞 | 8,629   | 16,505  | 1.79  |
| 동안구 | 부림동   | 富林洞   | 11,985  | 26,784  | 0.86  |
| 동안구 | 평촌동   | 坪村洞   | 5,212   | 17,172  | 0.82  |
| 동안구 | 평안동   | 坪安洞   | 8,111   | 27,092  | 0.64  |
| 동안구 | 귀인동   | 貴仁洞   | 5,104   | 18,293  | 0.64  |
| 동안구 | 호계1동  | 虎溪1洞  | 3,254   | 17,823  | 1.03  |
| 동안구 | 호계2동  | 虎溪2洞  | 9,367   | 28,383  | 1.43  |
| 동안구 | 호계3동  | 虎溪3洞  | 8,107   | 25,347  | 0.75  |
| 동안구 | 범계동   | 범계洞   | 5,408   | 17,222  | 0.64  |
| 동안구 | 신촌동   | 新村洞   | 4,495   | 14,703  | 0.66  |
| 동안구 | 갈산동   | 葛山洞   | 3,940   | 12,334  | 0.69  |
| 동안구 | 구합계   | 東安區   | 121,615 | 322,809 | 21.93 |
| 안양시 | 합계     | 安養市   | 221,764 | 563,066 | 58.48 |

 * 인구는 2012년 3월 31일 기준, 면적은 2011년 1월 1일 기준
| 구     | 법정동         | 행정동                                                                          |
| ------ | -------------- | ------------------------------------------------------------------------------- |
| 만안구 | 안양동(安養洞) | 안양1동, 안양2동, 안양3동, 안양4동, 안양5동, 안양6동, 안양7동, 안양8동, 안양9동 |
| 만안구 | 석수동(石水洞) | 석수1동, 석수2동, 충훈동                                                        |
| 만안구 | 박달동(博達洞) | 박달동, 호현동                                                                  |
| 동안구 | 비산동(飛山洞) | 비산1동, 비산2동, 비산3동, 부흥동, 달안동                                       |
| 동안구 | 관양동(冠陽洞) | 관양동, 인덕원동, 부림동                                                        |
| 동안구 | 평촌동(坪村洞) | 평촌동, 평안동, 귀인동                                                          |
| 동안구 | 호계동(虎溪洞) | 호계1동, 호계2동, 호계3동, 범계동, 신촌동, 갈산동                               |

## 역사
- 1973년 7월 1일 : 시흥군 안양읍이 안양시로 승격(12개동)[2]

| 법률 제2597호                                |                |                             |
| 기존                                         | 안양시 설치 후 | 안양시 설치 후              |
| 기존                                         | 행정구역       | 법정구역                    |
| 시흥군 안양읍 안양리(安養里) 일부            | 안양시 안양1동 | 안양동(安養洞) 일부         |
| 시흥군 안양읍 안양리(安養里) 일부            | 안양시 안양2동 | 안양동(安養洞) 일부         |
| 시흥군 안양읍 안양리(安養里) 일부            | 안양시 안양3동 | 안양동(安養洞) 일부         |
| 시흥군 안양읍 안양리(安養里) 일부            | 안양시 안양4동 | 안양동(安養洞) 일부         |
| 시흥군 안양읍 안양리(安養里) 일부            | 안양시 안양5동 | 안양동(安養洞) 일부         |
| 시흥군 안양읍 안양리(安養里) 일부            | 안양시 안양6동 | 안양동(安養洞) 일부         |
| 시흥군 안양읍 비산리(飛山里)                 | 안양시 비산동  | 비산동(飛山洞)              |
| 시흥군 안양읍 일동리(一洞里)                 | 안양시 관양동  | 관양동(冠陽洞)              |
| 시흥군 안양읍 이동리(二洞里)                 | 안양시 평촌동  | 평촌동(坪村洞)              |
| 시흥군 안양읍 호계리(虎溪里)                 | 안양시 호계동  | 호계동(虎溪洞)              |
| 시흥군 안양읍 안양리 일부·신안양리(新安養里) | 안양시 석수동  | 안양동 일부, 석수동(石水洞) |
| 시흥군 안양읍 박달리(博達里)                 | 안양시 박달동  | 박달동(博達洞)              |
- 1979년 5월 1일 : 안양6동에서 안양7동을, 석수동을 석수1동·석수2동으로 분동(14개동)

| 행정구역 | 행정구역 | 법정구역                 |
| 기존     | 분동 후  | 법정구역                 |
| -------- | -------- | ------------------------ |
| 안양6동  | 안양6동  | 안양동 일부              |
| 안양6동  | 안양7동  | 안양동 일부              |
| 석수동   | 석수1동  | 안양동 일부, 석수동 일부 |
| 석수동   | 석수2동  | 석수동 일부              |
- 1982년 9월 1일 : 비산동을 비산1동·비산2동으로 분동(15개동)

| 행정구역 | 행정구역 | 법정구역    |
| 기존     | 분동 후  | 법정구역    |
| -------- | -------- | ----------- |
| 비산동   | 비산1동  | 비산동 일부 |
| 비산동   | 비산2동  | 비산동 일부 |

- 1983년 10월 1일 : 호계동을 호계1동·호계2동으로 분동(16개동)

| 행정구역 | 행정구역 | 법정구역    |
| 기존     | 분동 후  | 법정구역    |
| -------- | -------- | ----------- |
| 호계동   | 호계1동  | 호계동 일부 |
| 호계동   | 호계2동  | 호계동 일부 |

- 1985년 11월 5일 : 안양6동에서 안양8동을, 호계1동에서 호계3동을 분동(18개동)

| 행정구역 | 행정구역 | 법정구역    |
| 기존     | 분동 후  | 법정구역    |
| -------- | -------- | ----------- |
| 안양6동  | 안양6동  | 안양동 일부 |
| 안양6동  | 안양7동  | 안양동 일부 |
| 호계1동  | 호계1동  | 호계동 일부 |
| 호계1동  | 호계3동  | 호계동 일부 |

- 1987년 1월 1일 : 광명시 소하동 일부를 석수동으로 편입(법정구역)
- 1989년 5월 1일 : 만안출장소·동안출장소 설치

| 출장소     | 행정구역 | 법정구역                 |
| ---------- | -------- | ------------------------ |
| 만안출장소 | 안양1동  | 안양동 일부              |
| 만안출장소 | 안양2동  | 안양동 일부              |
| 만안출장소 | 안양3동  | 안양동 일부              |
| 만안출장소 | 안양4동  | 안양동 일부              |
| 만안출장소 | 안양5동  | 안양동 일부              |
| 만안출장소 | 안양6동  | 안양동 일부              |
| 만안출장소 | 안양7동  | 안양동 일부              |
| 만안출장소 | 안양8동  | 안양동 일부              |
| 만안출장소 | 석수1동  | 안양동 일부, 석수동 일부 |
| 만안출장소 | 석수2동  | 석수동 일부              |
| 만안출장소 | 박달동   | 박달동                   |
| 동안출장소 | 비산1동  | 비산동                   |
| 동안출장소 | 비산2동  | 비산동                   |
| 동안출장소 | 호계1동  | 호계동                   |
| 동안출장소 | 호계2동  | 호계동                   |
| 동안출장소 | 호계3동  | 호계동                   |
| 동안출장소 | 관양동   | 관양동                   |
| 동안출장소 | 평촌동   | 평촌동                   |
- 1990년 1월 1일 : 석수2동에서 석수3동을 분동(19개동)

| 행정구역 | 행정구역 | 법정구역    |
| 기존     | 분동 후  | 법정구역    |
| -------- | -------- | ----------- |
| 석수2동  | 석수2동  | 석수동 일부 |
| 석수2동  | 석수3동  | 석수동 일부 |

- 1990년 5월 21일 : 비산2동에서 비산3동을, 관양동을 관양1동·관양2동으로 분동(21개동)

| 행정구역 | 행정구역 | 법정구역    |
| 기존     | 분동 후  | 법정구역    |
| -------- | -------- | ----------- |
| 비산2동  | 비산2동  | 비산동 일부 |
| 비산2동  | 비산3동  | 비산동 일부 |
| 관양동   | 관양1동  | 관양동 일부 |
| 관양동   | 관양2동  | 관양동 일부 |

- 1992년 5월 7일 : 비산2동에서 부흥동을, 호계2동에서 범계동을 분동(23개동)

| 행정구역 | 행정구역 | 법정구역    |
| 기존     | 분동 후  | 법정구역    |
| -------- | -------- | ----------- |
| 비산2동  | 비산2동  | 비산동 일부 |
| 비산2동  | 부흥동   | 비산동 일부 |
| 호계2동  | 호계2동  | 호계동 일부 |
| 호계2동  | 범계동   | 호계동 일부 |

- 1992년 10월 1일 : 만안출장소, 동안출장소 폐지되고 만안구청, 동안구청 설치[3]

| 구     | 행정구역 | 법정구역 |
| ------ | -------- | -------- |
| 만안구 | 안양1동  | 안양동   |
| 만안구 | 안양2동  | 안양동   |
| 만안구 | 안양3동  | 안양동   |
| 만안구 | 안양4동  | 안양동   |
| 만안구 | 안양5동  | 안양동   |
| 만안구 | 안양6동  | 안양동   |
| 만안구 | 안양7동  | 안양동   |
| 만안구 | 안양8동  | 안양동   |
| 만안구 | 석수1동  | 석수동   |
| 만안구 | 석수2동  | 석수동   |
| 만안구 | 석수3동  | 석수동   |
| 만안구 | 박달동   | 박달동   |
| 동안구 | 비산1동  | 비산동   |
| 동안구 | 비산2동  | 비산동   |
| 동안구 | 비산3동  | 비산동   |
| 동안구 | 부흥동   | 비산동   |
| 동안구 | 호계1동  | 호계동   |
| 동안구 | 호계2동  | 호계동   |
| 동안구 | 호계3동  | 호계동   |
| 동안구 | 범계동   | 호계동   |
| 동안구 | 관양1동  | 관양동   |
| 동안구 | 관양2동  | 관양동   |
| 동안구 | 평촌동   | 평촌동   |

- 1993년 1월 10일 : 관양2동에서 부림동을, 평촌동에서 평안동을, 범계동에서 신촌동을 분동(26개동)

| 행정구역 | 행정구역 | 법정구역    |
| 기존     | 분동 후  | 법정구역    |
| -------- | -------- | ----------- |
| 관양2동  | 관양2동  | 관양동 일부 |
| 관양2동  | 부림동   | 관양동 일부 |
| 평촌동   | 평촌동   | 평촌동 일부 |
| 평촌동   | 평안동   | 평촌동 일부 |
| 범계동   | 범계동   | 호계동 일부 |
| 범계동   | 신촌동   | 호계동 일부 |

- 1993년 5월 20일 : 부흥동에서 달안동을, 호계1동에서 갈산동을 분동(28개동)

| 행정구역 | 행정구역 | 법정구역    |
| 기존     | 분동 후  | 법정구역    |
| -------- | -------- | ----------- |
| 부흥동   | 부흥동   | 비산동 일부 |
| 부흥동   | 달안동   | 비산동 일부 |
| 호계1동  | 호계1동  | 호계동 일부 |
| 호계1동  | 갈산동   | 호계동 일부 |

- 1994년 7월 1일 : 안양3동에서 안양9동을, 박달동을 박달1동·박달2동으로, 평안동에서 귀인동을 분동(31개동)

| 행정구역 | 행정구역 | 법정구역    |
| 기존     | 분동 후  | 법정구역    |
| -------- | -------- | ----------- |
| 안양3동  | 안양3동  | 안양동 일부 |
| 안양3동  | 안양9동  | 안양동 일부 |
| 박달동   | 박달1동  | 박달동 일부 |
| 박달동   | 박달2동  | 박달동 일부 |
| 평안동   | 평안동   | 평촌동 일부 |
| 평안동   | 귀인동   | 평촌동 일부 |

- 1994년 12월 22일 : 안양동·호계동 일부를 군포시로, 평촌동 일부를 의왕시로, 군포시 산본동 일부를 안양동으로 편입

| 법정구역           | 법정구역 |
| 기존               | 편입 후  |
| ------------------ | -------- |
| 안양동 일부        | 군포시   |
| 호계동 일부        | 군포시   |
| 평촌동 일부        | 의왕시   |
| 군포시 산본동 일부 | 안양동   |

- 1994년 12월 26일 : 안양동 일부를 박달동으로, 박달동 일부를 안양동으로, 평촌동 일부를 호계동으로 편입

| 법정구역    | 법정구역 |
| 기존        | 편입 후  |
| ----------- | -------- |
| 안양동 일부 | 박달동   |
| 박달동 일부 | 안양동   |
| 평촌동 일부 | 호계동   |

- 1995년 4월 20일 : 군포시 산본동 일부를 안양동으로 편입

| 법정구역           | 법정구역 |
| 기존               | 편입 후  |
| ------------------ | -------- |
| 군포시 산본동 일부 | 안양동   |

- 1996년 1월 1일 :
  - 관양동 일부를 비산동·평촌동으로, 평촌동 일부를 관양동으로 편입
  - 안양2동 일부를 안양3동으로, 안양5동 일부를 안양1동·안양4동으로, 갈산동 일부를 신촌동으로 편입

| 법정구역     | 법정구역 | 법정구역 |
| 기존         | 편입 후  | 편입 후  |
| ------------ | -------- | -------- |
| 관양동 일부  | 비산동   | 비산동   |
| 관양동 일부  | 평촌동   |          |
| 평촌동 일부  | 관양동   | 관양동   |
| 행정구역     | 행정구역 | 법정구역 |
| 기존         | 편입 후  | 법정구역 |
| 안양2동 일부 | 안양3동  | 안양동   |
| 안양5동 일부 | 안양1동  | 안양동   |
| 안양5동 일부 | 안양4동  | 안양동   |
| 갈산동 일부  | 신촌동   | 호계동   |

- 1997년 1월 1일 : 안양1동 일부를 안양2동으로, 안양2동 일부를 석수1동·비산1동으로, 비산2동 일부를 비산3동으로, 평촌동 일부를 귀인동으로 편입

| 행정구역     | 행정구역 | 법정구역 |
| 기존         | 편입 후  | 법정구역 |
| ------------ | -------- | -------- |
| 안양1동 일부 | 안양2동  | 안양동   |
| 안양2동 일부 | 석수동   | 석수동   |
| 안양2동 일부 | 비산1동  | 비산동   |
| 비산2동 일부 | 비산3동  | 비산동   |
| 평촌동 일부  | 귀인동   | 평촌동   |

- 2000년 12월 29일 :
  - 박달2동 일부를 석수3동으로, 안양7동 일부를 안양1동으로 편입

| 행정구역     | 행정구역 | 법정구역 |
| 기존         | 분동 후  | 법정구역 |
| ------------ | -------- | -------- |
| 박달2동 일부 | 석수3동  | 석수동   |
| 안양7동      | 안양1동  | 안양동   |